# 臧畴
臧畴（？—？），姬姓，臧孙氏，名畴，臧宣叔的儿子，臧武仲、臧贾、臧为的兄弟，鲁国大夫。
前556年秋季，齐灵公攻打鲁国边境，高厚把臧武仲围困在防地，郰叔纥、臧畴、臧贾率领三百名甲士夜袭齐军，把臧武仲送到旅松后返回防地。